# Скорба (Хайдина)
Скорба (словен. Skorba) — поселення в общині Хайдина, Подравський регіон‎, Словенія.